# 伊馮·貝萊恩
伊馮·貝萊恩（英語：Yvon Beliën，1993年12月28日—），荷蘭女子排球運動員，司職副攻。現效力於土耳其球隊加拉塔薩雷女排俱樂部。
她是荷蘭國家女子排球隊的隊員之一。她代表荷蘭在巴西出戰2016年奥林匹克运动会奪得第四名，是荷蘭在奥运女子排球史上最佳成績。